# The Dream of Rome
The Dream of Rome (2006) is titel van een boek en een televisiedocumentaire van Boris Johnson, waarin hij bespreekt hoe het Romeinse Rijk politieke en culturele eenheid in Europa bracht, en dit vergelijkt met de mislukte poging van de Europese Unie om hetzelfde te doen. De documentaire werd in twee delen door de BBC uitgezonden op 29 januari en 5 februari 2006.